# NGC 1625
NGC 1625 è una galassia a spirale barrata situata nella costellazione dell'Eridano, a una distanza di circa 226 milioni di anni luce dalla nostra Via Lattea.

## Scoperta
La galassia è stata scoperta il 24 novembre 1827 dall'astronomo britannico John Herschel.

## Descrizione
NGC 1625 ha una classe di luminosità II e presenta una larga riga a 21 cm dell'idrogeno neutro.